# Philodromus lepidus
Philodromus lepidus es una especie de araña cangrejo del género Philodromus, familia Philodromidae. Fue descrita científicamente por Blackwall en 1870.